# Nik Zupančič
Nik Zupančič (Lubiana, 3 ottobre 1968) è un allenatore di hockey su ghiaccio ed ex hockeista su ghiaccio sloveno.

## Biografia

### Club
Nato nell'allora Jugoslavia, crebbe hockeisticamente nelle file dell'Olimpija Ljubljana, con cui esordì nel campionato jugoslavo di hockey su ghiaccio, nella stagione 1984-1985, e con cui giocò fino al 1996, se si eccettua una parentesi di una stagione (1987-1988) con la maglia del KHL Medveščak Zagabria.
Nella stagione 1996-1997 fu al Bled, per poi giocare per due anni in Austria con il VEU Feldkirch, una in Finlandia con il JYP ed una in Svezia con il Timrå IK.
Nel 2001 ha fatto ritorno in squadre slovena, dapprima l'Olimpija per gli ultimi incontri della stagione 2000-2001, poi l'HK Jesenice per la successiva stagione; dal 2002 al 2005 ha invece vestito la maglia del Lustenau (la prima stagione nella massima serie austriaca, le successive in seconda serie). Dal 2005 al 2009 vestì nuovamente la maglia dell'Olimpija Ljubljana (con una parentesi all Zeltweg nella seconda serie austriaca), per poi chiudere la carriera all'EC Weiz, nella terza serie austriaca.

### Nazionale
Ha vestito la maglia della Jugoslavia (sia in nazionale Under-20 che in nazionale maggiore) e della Slovenia, prendendo complessivamente parte a 14 edizioni dei mondiali (un'edizione in top division, sei edizioni in prima divisione o gruppo B, le restanti in gruppo C).

### Allenatore
Ha lungamente avuto incarichi in seno allo staff della nazionale della Slovenia: è stato assistente allenatore dal 2010 al 2015, poi head coach nel biennio 2015-2017 e poi nuovamente assistente nel 2017-2018.
A livello di club ha guidato in tre distinti momenti l'HDD Jesenice: nella stagione 2016-2017 (quando sostituì in corsa Roman Pristov), nella stagione 2018-2019 (la prima in Alps Hockey League) e in quella 2021-2022.
Ha allenato anche il VEU Feldkirch (2018-2019) e i polacchi dell'Unia Oswiecim (dal 2019 al 2021 e dal 2022).

## Palmarès

### Giocatore
- Campionato sloveno: 3

HDD Olimpija Ljubljana: 1994-1995, 1995-1996, 2000-2001
- Campionato austriaco: 1

VEU Feldkirch: 1997-1998
- European Hockey League: 1

VEU Feldkirch: 1997-1998

### Allenatore
- Slovenska hokejska liga: 1

HDD Jesenice: 2016-2017